# Jhander Kalan
Jhander Kalan (em punjabi: ਚੰਡੇਰ ਖ਼ੁਰਦ) é uma aldeia no distrito de Shaheed Bhagat Singh Nagar, do estado de Punjab, Índia. Ela está localizada a 9,2 quilómetros de distância de Banga, a 23 quilómetros de Phagwara, a 20 quilómetros da sede do distrito Shaheed Bhagat Singh Nagar e a 113 quilómetros da capital Chandigarh. A aldeia é administrada por um Sarpanch, um representante eleito da aldeia.

## Demografia
Desde 2011, Jhander Kalan tem um número total de 184 casas e uma população de 846 elementos, dos quais 432 são do sexo masculino e 414 são do sexo feminino de acordo com o relatório publicado pelo Censo da Índia em 2011. A taxa de alfabetização de Jhander Kalan é 85.49%, superior à media do estado, que é de 75,84%. A população de crianças sob a idade de 6 anos é de 74, que é 8.75% da população total de Jhander Kalan, e a relação do sexo das criança é aproximadamente 1114, quando comparada à média do estado de Punjab de 846. A maioria das pessoas é de Schedule Caste, constituindo cerca de 49.05% da população da ilha. De acordo com o relatório publicado pelo Censo da Índia em 2011, 276 pessoas estavam envolvidas em actividades de trabalho fora da população total de Jhander Kalan que inclui 257 homens e 19 mulheres. De acordo com o relatório de pesquisa de censo de 2011, 98.91% dos trabalhadores descrevem seu trabalho como principal trabalho e 1.09% dos trabalhadores estão envolvidos na actividade marginal, que fornece subsistência por menos de 6 meses.

## Transporte
A estação ferroviária de Banga é a estação de comboio mais próxima, no entanto, a estação ferroviária de Phagwara Junction fica a 19,7 quilómetros de distância da aldeia. O Aeroporto de Sahnewal é o aeroporto doméstico mais próximo, encontrando-se a 69 quilómetros, em Ludhiana, e o aeroporto internacional mais próximo fica situado em Chandigarh. Outro aeroporto internacional, o de Sri Guru Ram Dass Jee, é o segundo aeroporto internacional mais próximo, que fica a 136 quilómetros.